# John Cage
John Cage, ameriški skladatelj, filozof, glasbeni teoretik, pesnik, umetnik in grafik, * 5. septembra 1912, Los Angeles, Kalifornija, Združene države Amerike, † 12. avgust 1992, New York. 

## Biografija
Njegov oče John Milton Cage je bil izumitelj, mati Lucretia (»Crete«) Harvey pa je občasno delala kot novinarka za Los Angeles Times. Med letoma 1944 in 1945 je John napisal dve deli, ki jih je posvetil svojim staršem: Crete in Dad (Oče). Prve izkušnje z glasbo je John dobil od svojih zasebnih učiteljev klavirja in od nekaterih sorodnikov, zlasti od tete Phoebe Harvey, ki ga je seznanila s klavirsko glasbo 19. stoletja. Igranja klavirja se je začel učiti v četrtem razredu osnovne šole in čeprav je imel glasbo rad, o komponiranju takrat še ni razmišljal. Do leta 1928 je bil prepričan, da želi postati pisatelj. Istega leta je diplomiral na Los Angeles High School kot študent z govorom na zaključni proslavi in se nato vpisal na Pomona College v Claremontu. Vendar je že leta 1930 študij opustil, prepričan, da študij ne more koristiti bodočemu pisatelju. Po tem je Cage pregovoril svoje starše, da so mu dovolili v Evropo, saj naj bi mu to potovanje koristilo bolj kot študij. V Evropi je ostal 18 mesecev. V tem času se je preizkušal v različnih umetniških zvrsteh. Sprva je v Parizu študiral gotsko in grško arhitekturo, vendar je sprevidel, da ga arhitektura ne zanima dovolj in da noče celotnega življenja posvetiti le njej. Tako se je kasneje posvetil pesništvu, slikarstvu in glasbi. V Evropi je prvič slišal glasbo sodobnih skladadeljev kot sta npr. Igor Stravinsky in Paul Hindemith ter se končno srečal tudi z glasbo Johanna Sebastiana Bacha, katere prej ni poznal. Prav v Evropi, natančneje na Majorki je John začel ustvarjati glasbo. Prve kompozicije so bile ustvarjene s pomočjo gostih matematičnih formul, vendar Cage ni bil zadovoljen s svojimi deli in jih ob odhodu tudi ni vzel s seboj. Ko se je leta 1931 vrnil v Združene države Amerike, je odšel v Santa Monico (Kalifornija), kjer se je preživljal z majhnimi, zasebnimi predavanji o sodobni umetnosti. 
Leta 1933 se je odločil, da se bo raje ukvarjal z glasbo kot pa s slikarstvom, zato je nekaj svojih del poslal Henryju Cowellu. Cowell je nato predlagal, da bi Cage postal Schönbergov učenec. Omenil pa je tudi, da naj najprej pridobi nekaj predhodnih izkušenj in priporočil pri nekdanjemu Schönbergovemu učencu Adolphu Weissu. Po Cowellovem nasvetu je John odpotoval v New York, kjer je postal Weissov učenec, hkrati pa se je učil tudi od Cowella samega na The New School. Da se je lahko finančno podpiral, je John delal kot pomivalec zidov pri Brooklyn YWCA. Po nekaj mesecih, še vedno v letu 1933, je postal dovolj dober, da bi lahko za svojega učitelja dobil Arnolda Schönberga, vendar pa si Cage tega finačno ni mogel privoščiti. Ko je to omenil in obljubil, da bi z veseljem posvetil vse svoje življenje glasbi, se je Schönberg odločil, da bo Cagea poučeval zastonj. Cage je skupaj s Schönbergom sprva študiral na USC in kasneje še na UCLA, hkrati pa sta imela še privatne učne ure. Schönberg je imel na Cagea zelo velik vpliv, posebno zato, ker mu je bil za primer kako poteka življenje skladatelja. Kljub temu, da je Cage občudoval svojega učitelja, se je po dveh letih odločil, da prekine študij pri Schönbergu. V naslednjih letih je zamenjal veliko različnih služb. Ustvarjal je glasbo za koreografije in v tem času dobi tudi navdih za eksperimentiranje. Prvo slavo mu je prinesel tolkalni ansambel, katerega je organiziral in poslal na turnejo po zahodni obali ZDA. Njegov sloves se je še povečal, ko je leta 1940 izumil preparirani klavir. Preparirani klavir je bil običajen klavir, na čigar strune je Cage položil različne predmete (koščke papirja, kovine, vijake, les..) in tako iz instrumenta izvabil nove zvoke. V iskanju novih in eksotičnih zvokov je oplenil smetišča ter starinarnice. Pod temi vplivi so nastala dela, v katerih je uporabil preparirani klavir, gonge, kose pločevine, kravje zvonce, kraguljčke, nakovala, pločevinke, morske školjke, ropotulje... kot so Prva, Druga in Tretja konstrukcija (v kovini).  V vmesnem času je Cage ustvarjal predvsem glasbo za tolkala, leta 1942, ko pa je ostal brez svojih tolkal, se je spet posvetil prepariranemu klavirju. Z njim je ustvarjal glasbo za koreografe in tako spoznal Merce Cunningham, s katero se je zapletel v romantično zvezo. Leta 1945 se je Cage ločil od Xene Andreyevne Kashevaroff in do konca življenja ostal z Merce. Pomanjkanje tolkal je nadomeščal s pisanjem glasbe in tako leta 1942 ustvaril skladbo Wonderful Window of Eighteen Springs, ki je hitro postala priljubljena in bila izvedena tudi s strani slavnega dueta Cathy Berberain in Luciana Beria. 
Leta 1946 je Cage sprejel službo domačega učitelja Gite Sarabhai, indijske glasbenice. V zameno jo je prosil, da bi mu povedala kaj več o indijski glasbi in njihovi filozofiji. Udeležil se je tudi nekaterih predavanj o budizmu in prebral kar nekaj knjig na to temo. Tako je Cage začel odpirati dialog med Vzhodnim in Zahodnim svetom. Nastala pa so tudi mnoga dela, ki so bila navdihnjena z indijskimi koncepti: Sonatas and Interludes za preparirani klavir, Godalni kvartet v štirih delih... Leta 1950 je Cage na Harvardski univerzi vstopil v gluho sobo. V to sobo je vstopil z namenom, da bi ugotovil kako je slišati nič. Pričakoval je, da bo soba brez zvoka. Toda, ko je sedel v spokojnosti sobe, je slišal dva zvoka, ki sta bila oba glasna in nenehna: stalno zvenenje viskokih frekvec in globoko drgetajoče bobnenje. Slišal je zvoke lastnega telesa kot glasbo in tako spoznal, da prava tišina ne obstaja. Ta ugotovitev ga  je vodila, da je leta 1952 ustvaril legendarno skladbo 4'33'', delo v treh stavkih, v katerih ni nobenega namerno ustvarjenega zvoka. Med tem ko poslušalci v dvorani sedijo v »tišini«, glasbo ustvarja presedanje in kašljanje občinstva, ptičje petje, letalo, ki leti po nebu, dežne kaplje, ki padajo na streho in tako dalje. Skladbo so navdihnile tudi »Bele slike« Roberta Rauschenberga, ki ne kažejo nobenih sledi čopiča, teksture ali barvne variacije. Dokazale so dejstvo, da platno ni nikoli prazno – deluje kot odlagališče prašnih delcev in tako je tudi vizualna različica skladbe 4'33" prazno belo platno, katerega edina podoba je senca, ki jo meče gledalec. Cage je ustvarjal tudi skladbe s filozofijo nevmešavanja, ki je zahtevala, da so ustvarjalne odločitve sprejete naključno. Ena takih, ki je bila napisana leta 1951 je Domišljijska pokrajina št. 4 (Imaginary Landscape No. 4). To delo je nedoločeno ne le v smislu kompozicije, pri kateri so ustvarjalne odločitve sprejete po naključju, ampak tudi v smislu izvedbe. Napisana je namreč za dvanajst radijskih sprejemnikov. Vse je prepuščeno radijskim postajam, kaj se bo v določenemu trenutku na določeni frekvenci predvajalo. V lokalni trgovini so si izposodili radije, katere je v dvorono dostavil kipar, dogodek pa je zbral veliko občinstvo. Že na premieri pa se Cage ni več mogel zanesti na radijske postaje. Skladba je bila na programu šele zadnja kot vrhunec dogodka  in občinstvo jo je nestrpno pričakovalo. Ko pa so izvajalci zavzeli svoje položaje, je občinstvo slišalo le veliko tišine, ki jo je prekinjalo nekaj komaj slišnih zvokov, saj niso računali na tako pozno uro, ko je večina postaj že prenehala oddajati.
Leta 1951 je Cage napisal Glasbo premen. Skladba ponuja osupljivo raznovrstnost zvokov, med katerimi sta tudi pizzicato (način igranja na godala, ob katerem se namesto godenja z lokom, po strunah prebira s prsti) in glissando (zvočni zdrs od enega do drugega tona, ki ga lahko izvajajo vsa godala, pozavna in tudi klarinet) ter zvoki, ustvarjeni na trupu glasbila samega. Cageov cilj je bil, da ustvari neskončno raznolikost in temeljno načelo Glasbe premen je, da je naključje uporabljeno za ustvarjanje nenehnih raznolikih struktur. Narisal je šestindvajset tabel, s katerimi je prikazal tonske višine, trajanja, dinamiko, dolžino tišin, število dogodkov, do katerih pride hkrati znotraj vsakega dela. Za določitev enega samega dogodka je Cage šestkrat vrgel tri kovance. Rezultat ga je usmeril k številu, ki se je ujemalo s položajem v eni izmed tabel. Toda to je določalo samo en dogodek in celoten postopek je bilo treba ponoviti velikokrat, da je določil vse zvočne značilnosti. Ker so ritmično podobo skladbe določale spremenljive oznake tempa, je moral izvajalec najprej v sekundah oceniti dolžino vsake vrste in nato slediti grafičnim razmikom notnega zapisa. Naključni postopki so prav tako ustvarjali nekatere nemogoče zahteve, zato se je v takšnih okoliščinah od izvajalca zahtevalo, da oblikuje svojo lastno rešitev. Zimska glasba, ki je nastala leta 1957 uteleša končni prehod iz komponiranja z naključjem v nedoločenost. Notni zapis te skladbe sestavljajo razlomljeni akordi in plohe not, ki nimajo vnaprej določenega zaporedja in jih je mogoče povezovati v veliko število raznolikih struktur. Dvajset strani, ki niso oštevilčene, je mogoče igrati v poljubnem zaporedju. Delo je mogoče igrati tudi skupaj z delom Atlas Eclipticalis (1961-62) in Glasbo odjemnikov (Cartridge Music). Glasbo odjemnikov je Cage ustvaril v sodelovanju z Davidom Tudorjem, leta 1960. Izvajalci so uporabljali drobne predmete – žične tuljave, kose žice in vzmeti, na katere so igrali s prsti in jih spravljali v stik z različnimi vrstami površin. To je ustvarjalo širok razpon različnega prasketanja, grgranja in eksplozij. Delo nima notnega zapisa. Izvajalec sestavi lasten part tako, da polaga prosojnice z različnimi položaji rotacije, katere so popisane s črtami in točkami. Trajanja določa sam, z merjenjem razdalj med točkami. Ker zvoki nimajo določene vrednosti trajanja, je vse skupaj zelo nepredvidljivo. V osemdesetih letih 20. stoletja se je njegovo zdravje očitno poslabšalo. Bolehal je za artritisom, išiasom in arteriosklerozo. Zdravje se mu je vedno bolj slabšalo in tako je 11. avgusta 1992 med pripravljanjem čaja doživel kap. Odpeljali so ga v bolnišnico, kjer je naslednje jutro, 12. avgusta 1992, tudi umrl. Dejstvo, da je John Cage vplival na mnoge sodobne skladatelje, umetnike in pisatelje je nesporno. Cageov vpliv je zaznati tudi pri nekaterih rock skupinah, kot so Sonic Youth, Stereolab (po Cagu so poimenovali pesem) in skladatelju ter rock in jazz kitaristu Franku Zappi. Tudi razvoj elektronske glasbe je potekal pod vplivom Cagea – v sedemdesetih letih dvajsetega stoletja je založba Briana Ena (Obscure Records) izdala njegova dela. Preparirani klavir, katerega je populariziral, je zelo izrazit na albumu Drukqs, glasbenika Richarda Davida Jamesa (Aphex Twin). Njegovo delo muzikologa je pomagalo pri popularizaciji glasbe Erika Satiea. Njegovi prijateljski odnosi z ekspresionističnimi umetniki pa so Cageove ideje vpeljali v vizualno umetnost. Ideje Cagea so našle pot tudi v zvočno oblikovanje in zaključimo lahko, da je bil John Cage zares pomembna osebnost v zgodovini.